# Loretta con la "O"/Cammino fra la pioggia
Loretta con la "O"/Cammino tra la pioggia è un singolo di Loretta Goggi, pubblicato in Italia nel 1975.

## Descrizione
Scritto da Carla Vistarini nell'adattamento italiano, il brano è una cover di Liza with a Z, un successo di Liza Minnelli. Dopo una pausa di quasi 2 anni, nel 1975 la Goggi torna alla musica firmando un contratto con la CBS. Il brano viene presentato all'interno della trasmissione Punto e basta, condotta da Gino Bramieri. Loretta ne presenta un frammento anche in Un colpo di fortuna, trasmissione abbinata alla Lotteria Italia, presentata da Pippo Baudo.
Il lato B del disco contiene Cammino tra la Pioggia,cover di Walking in the rain di Barry White riadattata in italiano dalla stessa Goggi. Daniela Goggi è presente nel "parlato" all'inizio della canzone.

## Tracce
Lato A
1. Loretta con la "O" – 2:24 (S. Ebb - J. Kander - Carla Vistarini)

Lato B
1. Cammino tra la Pioggia – 3:28 (Barry White-Loretta Goggi)